# Rokkijärvi (Gällivare socken, Lappland, 742096-172133)
Rokkijärvi är en sjö i Gällivare kommun i Lappland och ingår i Råneälvens huvudavrinningsområde.